# Ouled Rabah
Ouled Rabah (em árabe: أولاد رابح) é uma cidade e comuna localizada na província de Jijel, Argélia. Segundo o censo de 2008, a população total da cidade era de 10 681 habitantes.